# Kanton Houeillès
Der Kanton Houeillès war bis 2015 ein französischer Wahlkreis im Arrondissement Nérac im Département Lot-et-Garonne und in der früheren Region Aquitanien. Er umfasste die Wahlberechtigten aus sieben Gemeinden, Hauptort (chef-lieu) war Houeillès. Vertreter im conseil général des Départements war zuletzt von 1998 bis 2015 Francis Da Ros.

## Gemeinden
| Gemeinde  | Einwohner Jahr | Fläche km² | Bevölkerungsdichte | Postleitzahl | Code INSEE |
| --------- | -------------- | ---------- | ------------------ | ------------ | ---------- |
| Allons    | 175 (2013)     | –          | – Einw./km²        | 47420        | 47007      |
| Boussès   | 41 (2013)      | –          | – Einw./km²        | 47420        | 47039      |
| Durance   | 281 (2013)     | –          | – Einw./km²        | 47420        | 47085      |
| Houeillès | 578 (2013)     | –          | – Einw./km²        | 47420        | 47119      |
| Pindères  | 226 (2013)     | –          | – Einw./km²        | 47700        | 47205      |
| Pompogne  | 206 (2013)     | –          | – Einw./km²        | 47420        | 47208      |
| Sauméjan  | 80 (2013)      | –          | – Einw./km²        | 47420        | 47286      |